# Karaboyalık, Sivaslı
Karaboyalık là một xã thuộc huyện Sivaslı, tỉnh Uşak, Thổ Nhĩ Kỳ. Dân số thời điểm năm 2010 là 268 người.